# Serramezzana
Serramezzana è un comune italiano di 268 abitanti della provincia di Salerno in Campania.

## Geografia fisica

### Territorio
Situato a circa 520 m s.l.m., si trova a in una zona collinare ad una decina di km dalla Costiera Cilentana.
- Classificazione sismica: zona 3 (sismicità bassa), Ordinanza PCM. 3274 del 20/03/2003

### Clima
La stazione meteorologica più vicina è quella di Casal Velino. In base alla media trentennale di riferimento 1961-1990, la temperatura media del mese più freddo, gennaio, si attesta a +8,7 °C; quella del mese più caldo, agosto, è di +25,7 °C.
- Classificazione climatica: zona D, 1694 GG

## Origini del nome
Il toponimo "Serramezzana" deriverebbe dalle parole serra e medianus, ovvero dorsale collinare o montuosa, di mezzo.

## Storia
Tracce di un primo insediamento si hanno a partire dal 1073, ma il toponimo Serramezzana venne utilizzato a partire dal 1254.
Nel 1410 divenne feudo della famiglia Capograsso, nel 1574 passò ai Frezza, poi alla famiglia Piccolonimi e dopo ai Caracciolo. Nel 1694 passò alla famiglia Materazzi, che lo tenne fino all'eversione della feudalità.
Dal 1811 al 1860 ha fatto parte del circondario di Castellabate, appartenente al distretto di Vallo del regno delle Due Sicilie.
Dal 1860 al 1927, durante il regno d'Italia ha fatto parte del mandamento di Castellabate, appartenente al circondario di Vallo della Lucania.

## Monumenti e luoghi d'interesse

### Architetture civili
- Palazzo Materazzi (1694)
- Mulino ad acqua di San Nicola
- Acquedotto

### Architetture religiose
- Chiesa cimiteriale di San Nicola (1072)
- Chiesa di San Filippo
- Chiesa di San Pietro
- Chiesa di San Teodoro
- Cappella di San Leonardo
- Chiesa di Santa Maria delle Grazie

## Società
Abitanti censiti

### Etnie e minoranze straniere
Al 31 dicembre 2007 ad Serramezzana risultano residenti 7 cittadini stranieri.

### Religione
La maggioranza della popolazione è di religione cristiana appartenente principalmente alla Chiesa cattolica; il comune appartiene alla diocesi di Vallo della Lucania

## Cultura

### Cinema
Nel 2007 il paese è stato il set cinematografico del film Il sorriso dell'ultima notte. Prodotto dalla Halcyon Production e diretto da Ruggero Cappuccio, narra una storia ambientata durante la seconda guerra mondiale. Fra gli interpreti vi sono Ciro Damiano, Chiara Muti, Giovanni Esposito, Gea Martire, Claudio Di Palma, Nadia Baldi, Paola Greco, Silvia Santagata, Anna Contieri, Franca Abategiovanni.

## Geografia antropica

### Frazioni
In base allo statuto comunale di Serramezzana le frazioni sono:
- Capograssi, si trova a circa 255 m s.l.m., sulla strada provinciale che da Cosentini porta a Serramezzana ed ha 69 abitanti. La frazione è in linea d'aria piuttosto vicina al capoluogo ma, con la strada dista circa 6 km da esso.
- San Teodoro Cilento, si trova a circa 190 m s.l.m., sulla strada provinciale che da Cosentini porta a Serramezzana ed ha 70 abitanti. Dal capoluogo dista circa 4 km.

## Infrastrutture e trasporti

### Strade
- Strada Provinciale 46 Innesto SS 18 (Rutino) - Innesto SP 15 (Galdo).
- Strada Provinciale 167 Assunta - Innesto SP 46 (Serramezzana).
- Strada Provinciale 399 Ponte Lavis - San Teodoro.

### Mobilità urbana
La mobilità è affidata, per quanto riguarda i trasporti extraurbani, alla società CSTP.

## Amministrazione
Di seguito vengono elencati i primi cittadini del comune, dal 1985 ad oggi, così come riportato nell'archivio del Ministero dell'Interno
| Periodo           | Periodo           | Primo cittadino          | Partito                         | Carica                    | Note   |
| ----------------- | ----------------- | ------------------------ | ------------------------------- | ------------------------- | ------ |
| 10 luglio 1985    | 12 giugno 1990    | Giuseppe Marrone         | Democrazia Cristiana            | Sindaco                   |        |
| 12 giugno 1990    | 10 settembre 1991 | Giuseppe Marrone         | Democrazia Cristiana            | Sindaco                   | [ 13 ] |
| 10 settembre 1991 | 29 ottobre 1991   | Maria Di Vito            |                                 | Commissario prefettizio   | [ 14 ] |
| 29 ottobre 1991   | 20 giugno 1992    | Maria Di Vito            |                                 | Commissario straordinario | [ 14 ] |
| 20 giugno 1992    | 28 aprile 1997    | Augusto Materazzi        | Democrazia Cristiana            | Sindaco                   |        |
| 28 aprile 1997    | 14 maggio 2001    | Augusto Materazzi        | Centro-sinistra (Liste civiche) | Sindaco                   |        |
| 14 maggio 2001    | 30 maggio 2006    | Augusto Materazzi        | Centro-sinistra (Liste civiche) | Sindaco                   |        |
| 29 maggio 2006    | 16 maggio 2011    | Anna Acquaviva Materazzi | Lista civica                    | Sindaco                   |        |
| 16 maggio 2011    |                   | Anna Acquaviva Materazzi | Lista civica Alla luce del sole | Sindaco                   |        |

### Altre informazioni amministrative
Il comune fa parte della Comunità montana Alento-Monte Stella e dell'Unione dei comuni Valle dell'Alento.
Le competenze in materia di difesa del suolo sono delegate dalla Campania all'Autorità di bacino regionale Sinistra Sele.

## Sport

### Calcio
Il 31 ottobre 1999, a Roma, la piccola Serramezzana vive il suo "momento di gloria" sportivo: Infatti, la locale squadra di calcio femminile (serie B - gruppo C) fa registrare un sorprendente risultato: Roma-Serramezzana 0-4. La formazione capitolina, pur avendo vicende più alterne rispetto ai colleghi, è a tutti gli effetti considerabile come il corrispettivo femminile dell'A.S.Roma (con all'attivo uno Scudetto ed una Coppa Italia).

### Strutture sportive
- Campo di calcetto e tennis in località Chiaio[17].